# Mateusz Biernat (lekkoatleta)
Mateusz Biernat (ur. 28 lutego 2001) – polski niepełnosprawny lekkoatleta występujący w kategorii F56.

## Życiorys
Mateusz pochodzi z Jesionki w gminie Czosnów. W przeszłości trenował koszykówkę na wózkach. Uczęszczał do Zespołu Szkół Zawodowych nr 1 im. por. Władysława Jakubowskiego w Nowym Dworze Mazowieckim.

## Wyniki
| Rok  | Zawody             | Miejscowość | Konkurencja        | Wynik | Pozycja    |
| ---- | ------------------ | ----------- | ------------------ | ----- | ---------- |
| 2021 | Mistrzostwa Europy | Bydgoszcz   | Rzut dyskiem (F56) | 28,99 | 5. miejsce |